# Quadriga Hochschule Berlin
Die Quadriga Hochschule Berlin ist eine private Hochschule für Management in den Bereichen Kommunikation, Politik und Public Affairs, Human Resources und digitale Transformation.

## Geschichte
Die Hochschule wurde am 9. Juli 2009 durch die Senatsverwaltung für Bildung, Wissenschaft und Forschung des Landes Berlin staatlich anerkannt. Seit April 2010 läuft der Studienbetrieb. Gründungspräsident ist der ehemalige Intendant des Südwestrundfunks Peter Voß. Trägerin der Hochschule ist die Quadriga Hochschule Berlin GmbH. Sie ist Teil des Quadriga-Netzwerks und bietet somit Möglichkeiten, Manager europäischer Konzerne und Startups in der Lehre und auf Veranstaltungen wie Tagungen, Kongressen oder Awards kennenzulernen oder sich von ihnen als persönliche Mentoren entwickeln zu lassen.

## Struktur

### Hochschulleitung
Die Hochschulleitung besteht aus:
- René Seidenglanz, Präsident
- Ana Adi, Vizepräsidentin, Professorin für PR & Corporate Communications
- Torben Werner, Hochschulkanzler, Managing Director und Kanzler der Quadriga University of Applied Sciences

## Studium
Die Quadriga Hochschule Berlin bietet aktuell folgende fünf berufsbegleitende MBA-Studiengänge an, die mit Bestnoten von der FIBAA akkreditiert worden sind:
- MBA Communication & Leadership[7]
- MBA Public Affairs & Leadership[8]
- MBA Leadership, People & Organization[9]
- MBA Leadership & Digital Transformation[10]

Darüber hinaus bietet die Hochschule den Master of Arts Studiengang „M.A. Communication & Leadership“.
Alle Studiengänge setzen einen Hochschulabschluss (mindestens Bachelor) und mehrjährige Berufserfahrung voraus. Die Studiengebühren betragen bis zu 18.000 Euro für das Programm.
Während des Studiums erhält jeder Student Tickets für relevante Tagungen oder Kongresse sowie einen Mentor.
Die Studiengänge der Hochschule sind durch die Senatsverwaltung für Bildung, Jugend und Wissenschaft des Landes Berlin staatlich anerkannt und im September 2016 ohne Auflagen für fünf bis sieben Jahre akkreditiert worden.
Über die Degree-Programme hinaus umfasst das Angebot der Hochschule in Kooperation mit der Quadriga Media zahlreiche
Weiterbildungsmöglichkeiten, wie Kongresse, Tagungen, Seminare, E-Learning-Kurse und Kompaktstudiengänge. Die Quadriga Hochschule Berlin ist Teil der Quadriga Unternehmensgruppe.

## Forschung
Als praxisorientierte Hochschule spielt angewandte Forschung eine zentrale Rolle. Als Institut für Berufsfeldforschung werden seit der Gründung regelmäßig verschiedene Professionen untersucht und somit aktuelle Trends sowie Veränderungen in den Berufsfeldern kontinuierlich evaluiert. Daneben rücken Forschungsprojekte und Studien zur digitalen Transformation und Künstlicher Intelligenz in den Fokus des öffentlichen Interesses.

## Deutsche Presseakademie
Die 2003 gegründete Deutsche Presseakademie ist eine Privatschule für die Aus- und Fortbildung in den Bereichen Public Relations, Presse- und Öffentlichkeitsarbeit und Kommunikationsmanagement. Die Deutsche Presseakademie zählt zu den Anbietern in diesem Segment. Sie gehört zu der Quadriga Media GmbH, die eine Tochter der Quadriga Hochschule Berlin ist.

## Kritik
Da die Quadriga Hochschule besonders mit namhaften Journalisten für sich wirbt, wird öffentlich kritisiert, dass die Grenzen zwischen Journalismus und Public Relations aufgeweicht würden. Das NDR-Medienmagazin Zapp sieht die Hochschule als Beispiel für eine fragwürdige Nähe zwischen Public Relations und Journalismus.